# Parafia św. Anny w Trutowie
Parafia Świętej Anny w Trutowie – rzymskokatolicka parafia z siedzibą w Trutowie, należy do diecezji włocławskiej (dekanat czernikowski). 
Odpust parafialny odbywa się we wspomnienie Świętej Anny – 26 lipca.

## Kler parafialny
- proboszcz: Mieczysław Jankowski OCarm.
- rezydent: Jacek Kocoń OCarm.

## Kościoły
- kościół parafialny: Kościół św. Anny w Trutowie
- kościół filialny: Kościół św. Jadwigi Królowej w Woli